# Перм (период)
Вижте пояснителната страница за други значения на Перм.
| Перм (период) преди 299–299 милиона години ПреК К О С Д К П Т Ю К Пг Н | |
| Средно атмосферно съдържание на O2 през периода                        | ca. 23 Vol % (115 % от съвр. ниво)                                                                         |
| Средно атмосферно съдържание на CO2 през периода                       | ca. 900 ppm (3 пъти прединдустриалното ниво)                                                               |
| Средната температура на повърхността през периода                      | ca. 16 °C (2 °C над съвр. ниво)                                                                            |
| Морско равнище (над съвременното)                                      | Относително постоянно 60 m през ранен перм; пада през среден перм до постоянно ниво -20 m през късен перм. |

| Еон                         | Ера Продължителност    | Период                 | Начало в млн. г. |
| --------------------------- | ---------------------- | ---------------------- | ---------------- |
| Фанерозой                   |                        |                        |                  |
| Неозой 65,5 млн. г.         | Кватернер              | 2,588                  |                  |
| Неозой 65,5 млн. г.         | Неоген                 | 23,03                  |                  |
| Неозой 65,5 млн. г.         | Палеоген               | 65,5                   |                  |
| Мезозой 185,5 млн. г.       | Креда                  | 145,5                  |                  |
| Мезозой 185,5 млн. г.       | Юра                    | 199,6                  |                  |
| Мезозой 185,5 млн. г.       | Триас                  | 251                    |                  |
| Палеозой 291 млн. г.        | Перм                   | 299                    |                  |
| Палеозой 291 млн. г.        | Карбон                 | 359,2                  |                  |
| Палеозой 291 млн. г.        | Девон                  | 416                    |                  |
| Палеозой 291 млн. г.        | Силур                  | 443,7                  |                  |
| Палеозой 291 млн. г.        | Ордовик                | 488,3                  |                  |
| Палеозой 291 млн. г.        | Камбрий                | 542                    |                  |
| Протерозой                  |                        |                        |                  |
| Неопротерозой 458 млн. г.   | Едиакарий              | 630                    |                  |
| Неопротерозой 458 млн. г.   | Криоген                | 850                    |                  |
| Неопротерозой 458 млн. г.   | Тоний                  | 1 000                  |                  |
| Мезопротерозой 600 млн. г.  | Стений                 | 1 200                  |                  |
| Мезопротерозой 600 млн. г.  | Ектасий                | 1 400                  |                  |
| Мезопротерозой 600 млн. г.  | Калимий                | 1 600                  |                  |
| Палеопротерозой 900 млн. г. | Статерий               | 1 800                  |                  |
| Палеопротерозой 900 млн. г. | Орозирий               | 2 050                  |                  |
| Палеопротерозой 900 млн. г. | Рясий                  | 2 300                  |                  |
| Палеопротерозой 900 млн. г. | Сидерий                | 2 500                  |                  |
| Архай                       | Неоархай 300 млн. г.   | Неоархай 300 млн. г.   | 2 800            |
| Архай                       | Мезоархай 400 млн. г.  | Мезоархай 400 млн. г.  | 3 200            |
| Архай                       | Палеоархай 400 млн. г. | Палеоархай 400 млн. г. | 3 600            |
| Архай                       | Еоархай                | Еоархай                | 4 000            |
| Хадей                       | Хадей                  | Хадей                  | 4 540            |

Перм е геоложки период, последният шести от палеозойската ера. Предшестван е от карбон и последван от триаса и продължава от 299 ± 0,8 до 251 ± 0,4 млн. години. За първи път пермският период е обособен през 1841 г. от английският геолог Родерик Мърчисън в Урал и в Изтоноевропейската равнина, като дотогава пермските наслаги са описвани от множество геолози под различни наименования. След това за изследването и изучаването на периода са допринесли геолозите: в Русия – Владимир Амалицки (1860 – 1917), Николай Головкински (1834 – 1897), Александър Карпински (1846 – 1936), Николай Герасимов (1898 – 1952), Михаил Залески (1877 – 1946); в Германия – Вилхелм Вааген (1841 – 1900), Фриц Фрех (1861 – 1917); в САЩ – Амадеус Грабау (1870 – 1946), Карл Данбар (1891 – 1979), Чарлз Шухерт (1858 – 1942); в Австрия – Карл Динер (1862 – 1928) и др.

## Периодизация
Все още в стратиграфията на пермския период няма единна световна общоприета схема и в различните страни са приети различни подразделения. Във всички стратиграфски схеми периодът се поделя на два или три главни отдела. В България е възприета подялбата на три отдела: долен, среден и горен. Долният отдел се състои от четири етажа – аселий, сакмарий, артиний и кунгурий, средният – от три етажа – роадий, уордий и капитаний, а горният – от два етажа – вучиапингий и чангсингий.
| Период | Система     | Етаж        | млн. год.   |
| ------ | ----------- | ----------- | ----------- |
| Триас  | Долен триас | Индий       | младши      |
| Перм   | Лопингий    | Чангсингий  | 252.2–254.1 |
| Перм   | Лопингий    | Вучиапингий | 254.1–259.8 |
| Перм   | Гваделупий  | Капитаний   | 259.8–265.1 |
| Перм   | Гваделупий  | Уордий      | 265.1–268.8 |
| Перм   | Гваделупий  | Роадий      | 268.8–272.3 |
| Перм   | Сизуралий   | Кунгурий    | 272.3–283.5 |
| Перм   | Сизуралий   | артинский   | 283.5–290.1 |
| Перм   | Сизуралий   | Сакмарий    | 290.1–295.0 |
| Перм   | Сизуралий   | Аселий      | 295.0–298.9 |
| Карбон | Пенсилваний | Гжелий      | старши      |

## Обща характеристика
Пермският период се характеризира с интензивни тектонски движения, свързани с последните фази на херцинския нагъвателен процес, завършващ късния палеозойски етап в развитието на земната кора. С особена сила тези движения се проявяват в гтеосинклиналните области: Урало-Тяншанската в Средна Азия, Херцинската в Западна Европа и Апалачката в Северна Америка, където възникват високи планински системи. Обширни пространства от платформените области, през 2-та половина на перма, са подложени на издигане, съпроводено с отдръпване на моретата. Пермската регресия е една от най-големите в геоложката история на Земята и е превърнала обширните морета, съществували в началото на периода, в изолирани и разпръснати затворени и полузатворени водни басейни, солеността на които съществено се е отличавала от нормалната океанска. Към края на перма в големи части от платформените области са преобладавали континентални условия. морски режим се е съхранил само в някои геосинклинални области (Тетис, Верхоянск) и в подвижните платформени участъци. Периода се характеризира с интензивна подводна и наземна вулканична дейност. Широко разпространение имала и дълбочинната форма на магматизъм (интрузии).
Климатът през периода се характеризирал с рязко изразена зоналност и повишена сухота. По това време отчетливо се обособява пояс с влажен тропичен климат, в пределите на който се разполага обширния океан Тетис. На север от него се намирал пояс с горещ и сух климат, който съответства на широкото разпространение на соленоносни и червеноцветни фосили. Още по̀ на север се е разполагал умерен пояс със значителна влажност и интензивни въглищни наслоявания. Южният умерен пояс се фиксира от въгленосните наслаги в континента Гондвана. Отчетливо се обособяват и приполярни области. Началото на перма се характеризира с континентално заледяване в Южното полукълбо, продължение на къснокредното (гондванско) заледяване. В северните приполярни области признаците на раннопермското заледяване не са установени. Възможно е тук да се се натрупали ледниково-морски наслаги. Значително захлаждане на климата протича също и през средния перм. За континенталните пермски наслаги са характерни широкото развитие на червеноцветните кластични формации. Значително разпространение имат и сивоцветните кластични и въгленосни наслаги. През долния перм в южните континенти се наслояват ледникови седименти (тилити). Много характерна за перма е соленоносната лагунна формация. Наслагите в епиконтиненталните пермски морета са представени от карбонатни формации – разнообразни варовици, в т.ч. и рифогенни. С геосинклиналните морета са свързани образуваните теригенно-кластични, кластично-карбонатни и силициево-кластично-вулканогенни формации.

## Органичен свят

### Растителност
Пермският период се характеризира с усилване на ролята на сухоземните растения и животни, което е обусловено от увеличаването на площта на сушата. През цялото протежение на периода става измиране на редица групи от палеозойски животни и растения и появата на нови, достигнали своя разцвет през мезозоя. Характерната растителност през перма отразява засилването на диференциацията и аридизацията на климата. Някои от по-рано широко разпространени групи растения измират. Това се отнася преди всичко за дървовидните плауновидни, от които през перма се съхраняват само сигилариите и немного други растения. Продължава разцвета на членестостеблените – каламити (измрели към края на периода), сфенофили (клинолистни) и др. Многочислени и разнообразни били папратите и папратоподобните птеридосперми. Засилва се ролята на голосеменните растения. Широко били разпространени кордаитите, измрели в края на периода. Първи по значение стават иглолистните (Wilchiaq Ulimannia и др.). Появяват се цикадофити и гинкофити. Съществена роля в растителната покривка играят мъховете. Бързият прогрес в развитието на голосеменните растения на места обуславя мезофитния облик на някои видове флора от втората половина на перма. Смяната на палеофитната флора с мезофитна завършва в различните части на земното кълбо по различно време. Богатството на сухоземната растителност е благоприятствало интензивното натрупване на въглищни пластове. В пермските морета били широко разпространени варовиковите зелени сифоникови водорасли, някои от които били рифообразуващи. Водораслите в сладководните и солени водоеми били представени от разнообразни харофити.

### Животински свят
Животинският свят през пермския период е богат и многообразен. В моретата най-многочислени и разнообразни били фораминиферите, особено фузулинидите, достигнали своя разцвет в края на периода. Безгръбначните били представени главно от четирилъчевни корали (ругози), измрели в края на периода. Широко разпространение получават мидите, коремоногите и главоноги мекотели. Сред последните господствали амоноидеите, представени основно от гониатити, които също измират в края на периода. В средата на перма се появяват церетитите, достигнали своя разцвет през триаса. От ектопроктите най-разпространени били криптостоматите (скритоустни), често участващи в образуването на рифове. В моретата обитавали многочислени брахиоподи, като преобладавали продуктидите и спириферидите. от водните членестоноги най-добре известни са остракодите, населяващи морета, лагуни и пресноводни басейни. В моретата продължавали да съществуват няколко вида трилобити. На сушата обитавали насекоми. от иглокожите най-широко разпространени били морските лилии, а от водните гръбначни – хрущялните акулоподобни риби, сред които особено интересен е хеликоприона, притежаващ своеобразна зъбна спирала. От костните риби през перма най-характерни били палеонисцидите. Сухоземните гръбначни (четириноги) били представени от земноводни и влечуги. от земноводните преобладавали стегоцефалите (бронеглави). Характерни били батрахозаврите (жабо-гущери), междинна група между земноводните и влечугите. В края на перма по-голямата част от стегоцефалите измират и значително количество и разнообразие получават влечугите. Заедно с примитивните представители от този клас – котилозаврите – широко разпространение получават зверообразните влечуги.
През ранния перм най-едри и развити влечуги били синапсидите. На гърба те имали кожни образувания, подобни на високи платна, които вероятно служели за регулиране на телесната температура. Такива синапсиди например са едафозавърът и диметродонът, последният от които бил месояден. По-късно през перма от синапсидите еволюира друга група влечуги – терапсиди. Крайниците им вече не били разположени странично на тялото, а от долната му страна, и станали по-дълги. Типичен пример за терапсидно влечуго е мосхопса. Той бил дълъг 5 метра и имал голямо бъчвообразно тяло. През перма се появили и цинодонтите. Те били малки, подобни на днешните порове. Отличавали се от останалите влечуги, защото тялото им било покрито с люспи. Именно от тях през триаския период еволюирали първите бозайници. Краят на периода е белязан от най-голямото в историята на Земята масово измиране – масовото измиране перм – триас. При него изчезват 96% от морските обитатели (виж Масово измиране перм – триас).

## Биогеографско райониране
Рязката диференциация на климата и разпокъсаността на водните басейни способствали за развитието на типична флора и фауна, на основата на която могат да бъдат обособени биогеографски области и провинции. Според разпределението на пермската флора се различават следните флористични области: Евроамериканска (Европа и Северна Америка), със съответния ариден тропичен климат; Катазиатска (Югоизточна Азия), характеризираща се с влажен тропичен климат; Ангарска, или Тунгуска, с преобладаване на кордаитите и отговаряща на северния умерен пояс; Гондванска с голосеменни растения от групата на глосоптериевите, представляващи флората на южния умерен пояс. В морските басейни през перма се обособяват три зоогеографски области: Бореална (северна приполярна), Тетиска (тропическа средиземноморска) и Нотална (южна приполярна). Тропическата област се характеризира с най-богата и разнообразна фауна. В приполярните области отсъстват или са в малки количества фузулинидите и колониалните корали, а комплексите от раменоноги и амоноидеи са обединени.

## Полезни изкопаеми
Пермските наслаги са богати на минерални суровини. Пермският етап на натрупване на въглища е един от най-големите в геоложката история на Земята. Главните въглищни басейни от този период са Печорски, Кузнецки, Минусински, Тунгуски, басейните в Западна Европа, Северна Америка, Китай, Индия и в някои страни от Южното полукълбо. Находища на пермски нефт и газ има във Волго-Уралската област, Печорската низина, Днепровско-Донецката падина, а най-големи са те в Северна Америка. Значителните запаси от каменни и калиеви соли са привързани към долнопермските (основно кунгурски) наслаги в Приуралието, Прикаспието, басейна на река Кама, Донецкия басейн. В Европа и Северна Америка солените залежи са предимно от горния перм. Във всички соленоносни басейни от пермския период са включени и големи запаси от гипс и анхидрит. С пермските утаечни скали са свързани и множеството от медните руди и фосфоритите. С интрузиите, пронизващи пермските наслаги в нагънатите области (в Урал, Казахстан и Тяншан) са свързани многочислените жилни и контактови рудни находища.